# Акоста-Сисон, Хонория
Хонория Акоста-Сисон (исп. Honoria Acosta-Sison; 30 декабря 1888, Пангасинан, Лусон — 19 января 1970) — филиппинский медик, первая женщина-врач Филиппин, педагог.

## Биография
Дочь врача. Получив стипендию правительства США (1905), в 1909 году окончила Женский медицинский колледж Пенсильвании (США). Работала ассистентом врача-акушера. В 1910 году вышла замуж за руководителя филиппинской больницы общего профиля в Маниле. Позже стала первым ассистентом по акушерству в больнице Святого Павла в Маниле.
В 1914 году стала преподавателем в университете Филиппин. С 1928 года заведовала там кафедрой акушерства. В 1940 году — профессор кафедры акушерства и гинекологии. С 1945 по 1955 год — заведующая кафедрой акушерства и гинекологии университета Филиппин.
Автор ряда научных работ и медицинских статей для местных и зарубежных журналов.
Всемирно известна исследованиями в области злокачественных новообразований, трофобластических заболеваний и токсемии при беременности.

## Награды
- Президентская медаль «За заслуги» (1955)
- Золотая медаль Женского медицинского колледжа Пенсильвании (1959)
- Звание «Выдающаяся женщина-врач» Филиппинской женской медицинской ассоциации (1959)

## Память
- Почта Филиппин в 1978 году выпустила памятную марку в её честь.